# Moyle
Le Moyle est une race très rare de cheval de selle, provenant de l'Idaho, aux États-Unis. Provenant d'un unique élevage, il est caractérisé par sa ou ses bosses au milieu du front, une caractéristique rarissime parmi les équidés.

## Dénomination
La race tient son nom de l'éleveur qui l'a sélectionnée, Rex Moyle.

## Histoire

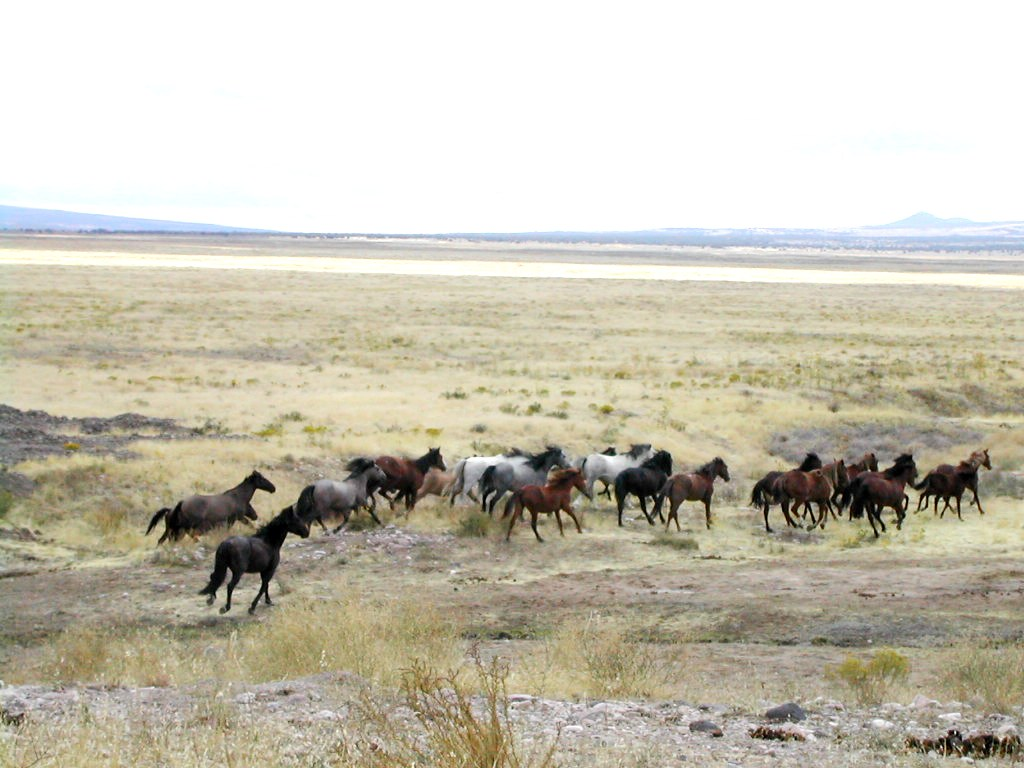
Les Mustangs sauvages de l'Utah ont joué un rôle dans la formation de la race.

Son origine exacte n'est pas connue, et très peu d'informations existent à son sujet. La race est née dans l'Idaho. Les chevaux Moyle sont introduits aux États-Unis par bateau puis sélectionnés par Porter Rockwell et Brigham Young, au début du XIXe siècle, sans que l'on sache d'où ils proviennent. Au début des années 1850, les performances de ces chevaux étonnent le juge fédéral de Saint Louis, dans le Missouri. 
La famille Mormonne des Moyle sélectionne ensuite la race à partir de différents chevaux possédant une grande endurance, comme des Mustangs de l'Utah et des Cleveland Bay,. Il est possible que des Morgans aient aussi contribué à la formation de la race. Une loi passe en Utah vers 1900, rendant illégale la possession d'un étalon non enregistré comme pure race. Vers 1930, Rex Moyle (1913-1992) a vendu ses lignées originales.

## Description
Sa taille est d'environ 1,52 m.
Deux autres races de « chevaux à cornes » existent dans le monde, le Datong de Chine et une lignée de chevaux Chartreux d'Espagne, ce qui en fait une particularité extrêmement rare.
Les Moyle ont souvent une ou deux petites bosses osseuses frontales, nommées « corne », sur le front. La tête est petite et généralement bien découpée. Les naseaux sont ouverts. Le chanfrein est rectiligne. Les jambes sont fortes, l'encolure est courte et arquée, le garrot est relativement effacé, le dos est court et la croupe basse est inclinée. Dans l'ensemble, les proportions sont belles. Les membres sont secs et durs, terminés par de solides sabots à la corne noire. Il se raconte que leur grande endurance serait due à une cage thoracique exceptionnellement développée ou à des organes viscéraux (foie et rate) plus grands que chez les autres chevaux. 
Ses épaules bien espacées et ses membres antérieurs musclés contribuent à lui donner de la vitesse et de l'agilité. 
Les analyses génétiques réalisées par Gus Cothran en 1990 ont conclu que le Moyle est proche génétiquement du cheval ibérique.

### Robe
Il est le plus communément bai-brun ou bai, mais toutes les couleurs de robes unies et franches sont admises, dont le noir, le gris, l'alezan, le palomino et les différentes robes porteuses du gène Dun comme le bai dun. Les marques blanches sur la tête et les membres sont rares. Le blanc et le crème sont interdits.

### Tempérament et entretien
Ils sont d'un tempérament plutôt calme, très intelligents, un peu volontaires, mais peu amicaux. Le Moyle est réputé pour son endurance, sa rapidité, sa force et ses capacités d'adaptation, qui proviennent de son élevage en milieu aride et montagneux. Il est d'une grande endurance, qui le rend capable de distancer la plupart des autres chevaux.

## Utilisations
Les chevaux Moyle sont d'une étonnante efficacité en endurance, beaucoup ayant réalisé de bons temps sur les sentiers des États-Unis,. En 1961, Rex Moyle inscrit ses chevaux à la Labor Day race : ils terminent respectivement premier et sixième. L'année suivante, l'un de ses chevaux termine sixième de la Tevis Cup ride. La renommée de la race est en grande partie due à ces performances en endurance, mais ces chevaux possèdent d'autres compétences. 
Il peuvent sauter des hauteurs élevées en saut d'obstacles, ou être attelés. Historiquement, ces chevaux auraient été employés par le Pony Express. Ils sont désormais adaptés à toutes les formes d'équitation d'extérieur et à l'équitation de travail avec le bétail.

## Diffusion de l'élevage
Le Moyle est rare. Sa population serait en déclin.
En 2007, il existe une centaine de représentants au ranch de la famille Moyle.